# Microsphaera alphitoides
Microsphaera alphitoides là một loài Ascomycetes trong họ Erysiphaceae. Loài này được Griffon & Maubl miêu tả khoa học đầu tiên năm 1912.
Đây là loài gây hại phát triển phổ biến ở Uzbekistan.